# Heinrich Schur
Heinrich Schur (* 11. Mai 1871 in Náchod, Österreichisch-Ungarische Monarchie; † 21. November 1953 in Wien) war Professor für Innere Medizin an der Medizinischen Fakultät der Universität Wien. Wegen seiner jüdischen Herkunft wurde er 1938 von der Universität Wien vertrieben.

## Leben
Heinrich Schurs Eltern waren David Salomon Schur (1818–1909) und Therese Schur, geborene Hahn (1838–1906). Von 1880 bis 1888 war er Schüler des katholischen Braunauer Stiftsgymnasiums. Das sich anschließende Medizinstudium an der deutschen Karl-Ferdinands-Universität in Prag schloss er 1894 mit der Promotion ab. Danach wirkte er an verschiedenen Krankenhäusern in Wien. 1898 wurde er Sekundararzt am Wiener Allgemeinen Krankenhaus, ab 1902 war er Assistent an der Allgemeinen Poliklinik. Nach der Habilitation im Fach Innere Medizin 1904 war er von 1905 bis 1910 Abteilungsvorstand am Kaiser-Franz-Joseph-Ambulatorium und danach zunächst Primararzt und später Vorstand der Ersten Medizinischen Abteilung am Krankenhaus der Wiener Kaufmannschaft. Bereits 1915 war er zum außerordentlichen Professor an der Universität Wien ernannt worden. Am 29. November 1917 wurde er mit dem Ritterkreuz des Franz-Josephs-Ordens mit Kriegsdekoration ausgezeichnet.
Heinrich Schur veröffentlichte etwa 100 wissenschaftliche Aufsätze und Abhandlungen. 1938 wurde ihm die venia legendi entzogen, womit er seines Amtes enthoben und von der Universität Wien vertrieben wurde. Später durfte er als Krankenbehandler am jüdischen Spital in der Wiener Malzgasse tätig sein. Da seine Ehefrau Nichtjüdin war, entging er dem Holocaust.
Nach Kriegsende 1945 wurde Heinrich Schur zum vorläufigen Vorstand der wiederbegründeten Jüdischen Gemeinde Wien ernannt. Aus Altersgründen trat er im September 1945 zurück.
Heinrich Schur war mit Maria, geborene Irenetz verheiratet. Der Ehe entstammte der Sohn Franz Schur (* 17. November 1921).